# راجی کرمانی
ملابمانعلی کرمانی معروف به راجی کرمانی (درگذشته ١٢٦١ قمری کرمان) شاعر پارسی گوی است. نوادگان وی در بخش های مرکزی ایران و تهران ساکن هستند و نام خانوادگی خویش را به همین شکل حفظ کرده اند. مهمترین اثر وی «حمله حیدری» است. وی زرتشتی بود و از روی صدق اسلام آورد و حمله حیدری را در بیست هزار بیت پیراون زندگانی پیامبر اسلام و امام اول شیعیان سرود.
رضاقلیخان هدایت در مجمع الفصحاء آورده است: «راجی کرمانی؛ نامش بمانی و اصلش از زردشتیان ایران و ساکن کرمان بوده؛ به واسطهٔ سعادت فطری، ذوق اسلام یافت و به خدمت علما و عرفای کرمان شتافت؛ بمانعلی نامش دادند و دیدهٔ حالش را به نور ولایت شاه اولیا گشادند. طبعش موزون و شایق به مدّاحی ولیِّ حضرت بی چون گردید. غزوات و واقعات حضرت رسول و وصی ّحقیقی آن حضرت را منظوم کرد و زیاده از بیست هزار بیت به نظم آورد. به نام ظهیرالدّوله ابراهیم خان بنی عم خاقان صاحبقران ...[(کلمه ی ناخوانا)] کرد و مورد الطفاف‌ها شد و چون درگذشت و نوّاب شاهزاده شجاع السلطنه حسنعلی میرزا به ایالت کرمان رسید وقتی به حسب تقدیر به خدمتی، فقیر بدان ولایت افتاد و اشعار آن را شنید و به جمع آن ترغیب کرد. مولانا محّمد هاشم بن ملّا لطفعلی که در خدمت شاهزاده وکیلِ(؟) وظایف علما بود در این باب اهتمامی کرد. میرزا مظهر کرمانی متصدّی جمع و ترتیب آن متفرّقات شد و در این دولت ابدمدّت آن مثنوی را به قالب طبع درآوردند و تعدّد(؟) یافت چون مشتمل بر مدایح و مناقب بود لازم دانست که برخی از آن‌ها را تیمّناً در این کتاب نگارد...»
رضاقلی خان هدایت پس از این شرح حال مختصر، بخش‌هایی را از مثنوی مشهور راجی کرمانی آورده است.
عبدالله دهش كرماني از مشايخ طريقت نعمت اللهيه و از شعرا و عرفاي معاصر در كتاب تذكره شعراي كرمان چنين مي نويسد:
""مرحوم راجي در زمان ابراهيم خان ملقب به ظهيرالدوله كه از ١٢١٨ تا ١٢٤٠ حاكم كرمان بوده، مي زيسته است و مشوق وي در تنظيم كتاب حمله حيدري آن مرحوم بوده و تاريخ سرودن اشعار در ثلث اول كتاب سال ١٢٢٠ هجري و تاريخ فوت وي چنانچه روي سنگ مزارش نقش شده، سال ١٢٦١ هجري است.""
"" عبدالله دهش در كتاب تذكره شعراي كرمان، صفحه ١١٠ و در مدخل راجي كرماني چنين مي نويسد:
در سال ١٣٥٢ كه يكي از وعاظ كرمان براي تعمير مقبره راجي كوششي داشت شبي به انجمن ادبي آمد و از حقير خواست شعري براي كتيبه مقبره اش بسرايم. اين هفت بيت شعر را در مهر ماه سال ١٣٥٢ سرودم:
آنكه با ايمان كامل بنده يزدان شود  
چشم جانش روشن از نور رخ جانان شود
كيش زرتشتي نهد، گيرد ره اسلام پيش
در مسلماني قرين بوذر و سلمان شود
بهمن از حب علي، ملابمانعلي شود
گبري از فيض هدايت راجي كرمان شود
سركشد از مذهب زرتشتي و پازند و زند
مومن دين محمد، پيرو قرآن شود
بگذرد ز آتشكده، گردد به مسجد معتكف
تا به رويا شامل او رحمت رحمان شود
بر رخش گنج سخن بگشوده، گردد ناگهان
منقبت گوي ولي حق، شه مردان شود
برگذارد جانب محراب مسجد سر به خاك
تربت او قبله گاه خلق با ايمان شود